# The Peanuts
Сестри Дза Пінац або The Peanuts (яп. ザ・ピーナッツ, Дза Пі:натцу, японізована форма англійського слова, що означає «Арахісові горішки») — японський вокальний дует двох сестер-близнюків: Емі Іто (1 квітня 1941 — 15 червня 2012) і Юмі Іто (1 квітня 1941 — 18 травня 2016).

## Біографія
Сестри-близнюки народилися в японському місті Токонаме (Айті) 1 квітня 1941 року. Незабаром після народження сім'я переїхала в місто Нагою.
Дебютували дівчата на сцені 11 лютого 1959 року. Перші роки група виконувала японські і зарубіжні хіти, а потім перейшли до власного репертуару, який писав їх продюсер Хіросі Міягава, а також автори пісень Коїті Сугіяма, Рей Наканісі та інші.

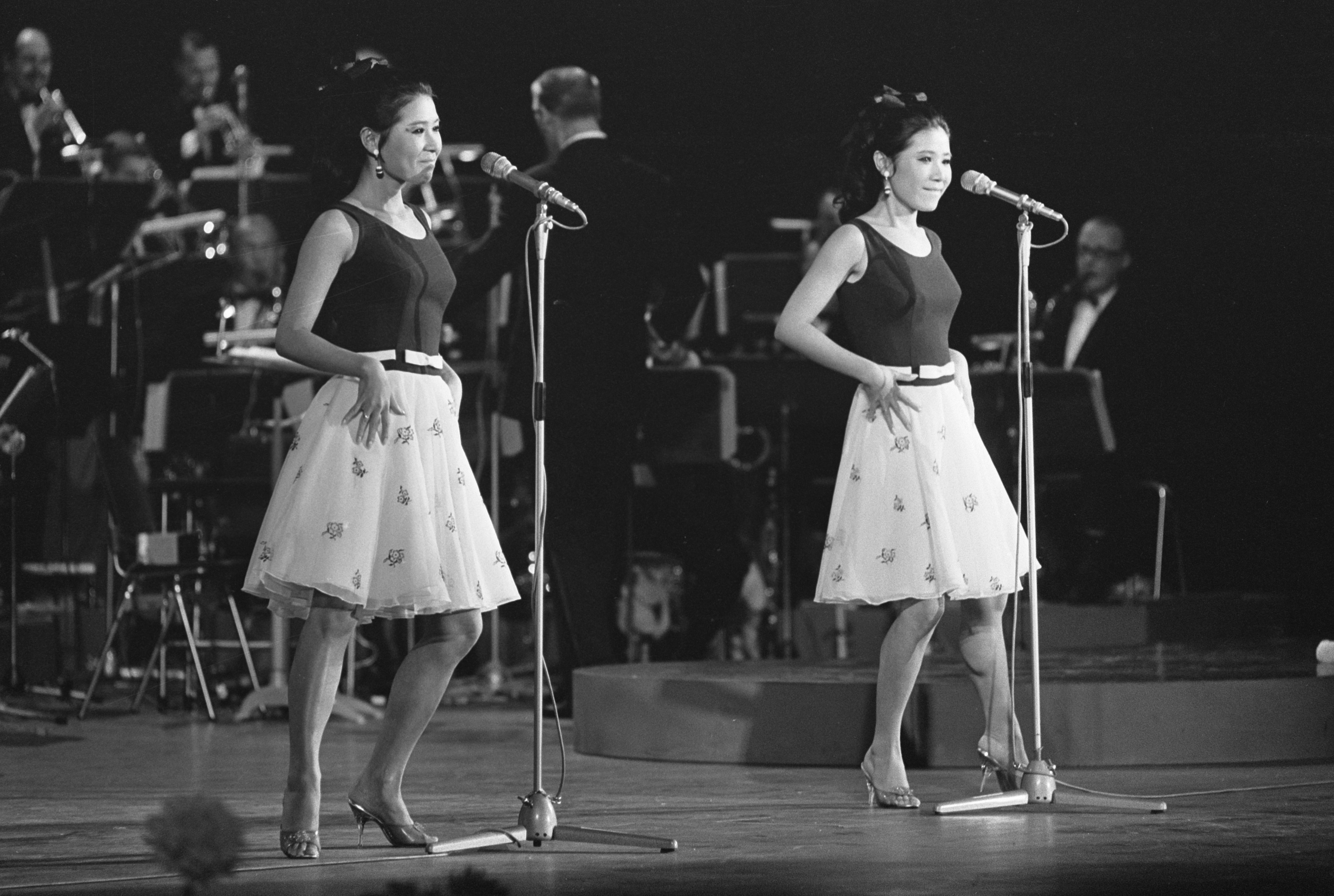
The Peanuts під час концерту. Амстердам, 2 жовтня 1966 року.

Сила їх впливу була в практично ідентичних голосах з трохи зсунутими частотами, що створювало відчуття виконання пісень одним голосом з певним ефектом реверберації.
Найбільшу популярність вони отримали завдяки своєрідному виконанню відомих європейських пісень і ряду японських пісень, таких як «Фурімуканайде» («Не оглядайся»). У 1963 році сестри Дза Пінац записали один з найвідоміших своїх хітів — «Канікули кохання», що прозвучав у всій Європі і в СРСР, де в перекладі Леоніда Дербеньова він став шлягером 1960-х років під назвою «У моря, у синего моря…». На радянських платівках дует називався «Дза пінац».

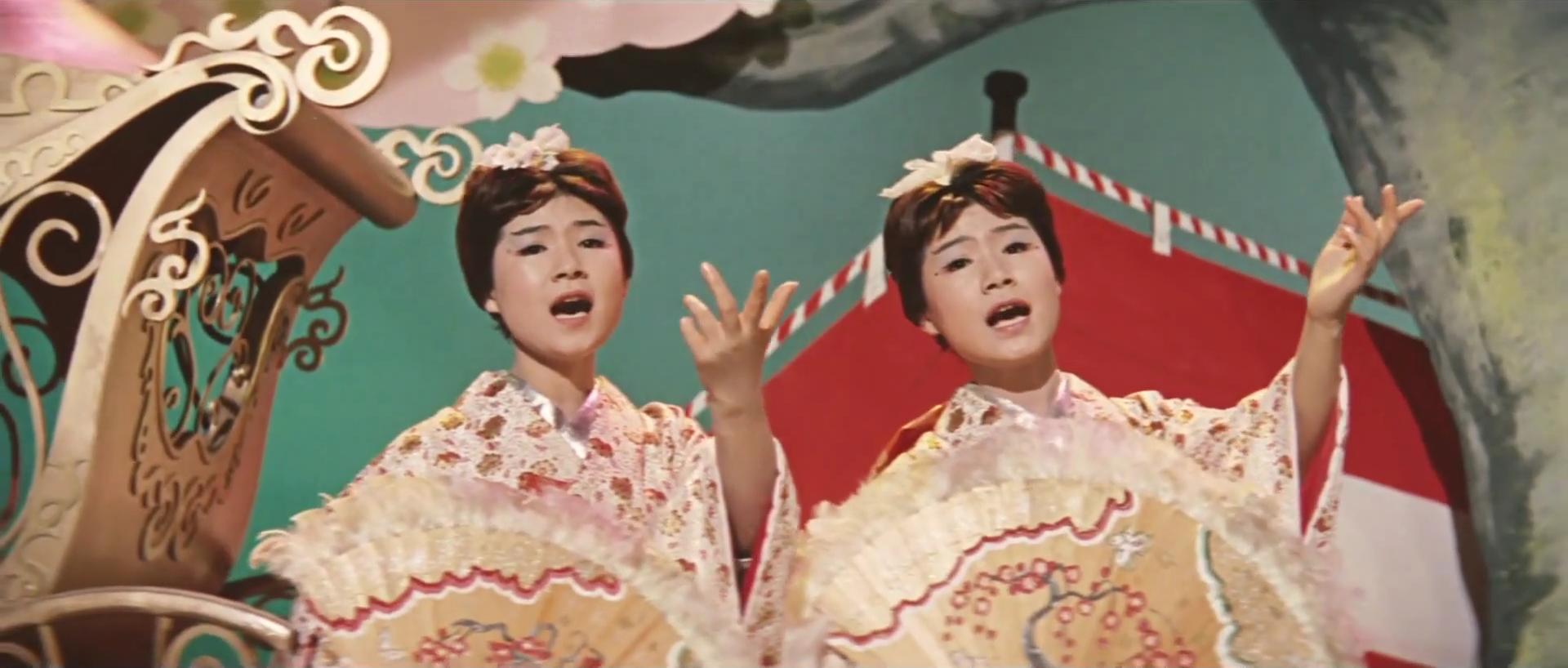
Емі та Юмі Іто у фільмі «Мотра».

Пізніше сестри почали робити акторську кар'єру. Найбільш відомою була їх робота у фільмі «Мотра проти Ґодзілли» в 1964 році.
У 1975 році сестри Дза Пінац остаточно пішли зі сцени.
Емі Іто померла від раку 15 червня 2012 року. Юмі померла 18 травня 2016 року.

## Дискографія (неповна)
- Милі Пінац (каваї пінацу) — 1959
- Пінац серед людей (пінацу мінеу окуні мегурі) — 1960
- Хіт-парад — 1960
- Я буду бачити тебе у сні — 1961
- Хіт-парад. Диск 2 — 1962
- Хіт-парад. Диск 3 — 1962
- The Folk Songs — 1963
- Popular Standards — 1963
- Хіт-парад  — 1963
- Хіт-парад. Диск 4 — 1964
- Хіт-парад. Диск 5 — 1964
- Хіт-парад. Диск 6 — 1965
- Сувеніри Токіо  — 1965
- Хіт-парад. Диск 6. Навколо Європи — 1966
- The Peanuts Best  — 1967
- Golden Deluxe — 1968
- Feelin' Good new dimension of the Peanuts — 1970
- The Peanuts Double Deluxe — 1971
- The Peanuts Best Album  — 1971
- Пісні з фільмів у виконанні сестер Пінац — 1971
- Жінки в нашому світі (секаї но оннатачі) — 1972
- Superdisc 20 — 1972
- Пінац на сцені — 1972
- Найкращі 20 пісень сестер Пінац — 1973
- Superdisc 20 — 1973
- Неспокійні чутки. Найкраще сестер Пінац — 1974
- Найкращі 20 пісень сестер Пінац — 1974
- Вічне!  — 1975
- Найкращі 20 пісень сестер Пінац — 1975
- Big Star Series — 1976
- Big Star W Series — 1977
- The Peanuts Original — 1978
- The Peanuts Pops — 1978
- The Peanuts Love — 1978
- Best Star W Deluxe — 1979
- Super Star Best Album The Peanuts — 1979
- Monument — 1980
- The Peanuts Best — 1980
- The Peanuts History Vol.1 — 1983
- The Peanuts History Vol.2 — 1983
- The Peanuts Best  — 1984
- Сестри Пінац на сцені — 1984
- The Peanuts Best Album — 1985
- D. C. koi no fuuga — 1987
- Ｄ.Ｃ. (Retro) — 1987